# Јежевик
Јежевик (хрв. Ježevik) је насељено место у општини Буковље, Бродско-посавска жупанија, Хрватска.

## Историја
До територијалне реорганизације у Хрватској био је у саставу старе општине Славонски Брод. До Другог светског рата у Јежевику је постојала српска православна капела Светог Киријака Отшелника. Срушена је током рата.

## Становништво
У попису становништва из 2011. године, Јежевик је имао 63 становника.
| Број становника према пописима | Број становника према пописима | Број становника према пописима | Број становника према пописима | Број становника према пописима | Број становника према пописима | Број становника према пописима | Број становника према пописима | Број становника према пописима | Број становника према пописима | Број становника према пописима | Број становника према пописима | Број становника према пописима | Број становника према пописима | Број становника према пописима | Број становника према пописима |
| ------------------------------ | ------------------------------ | ------------------------------ | ------------------------------ | ------------------------------ | ------------------------------ | ------------------------------ | ------------------------------ | ------------------------------ | ------------------------------ | ------------------------------ | ------------------------------ | ------------------------------ | ------------------------------ | ------------------------------ | ------------------------------ |
| 1857                           | 1869                           | 1880                           | 1890                           | 1900                           | 1910                           | 1921                           | 1931                           | 1948                           | 1953                           | 1961                           | 1971                           | 1981                           | 1991                           | 2001                           | 2011                           |
| 71                             | 72                             | 63                             | 87                             | 118                            | 143                            | 143                            | 153                            | 137                            | 136                            | 127                            | 99                             | 80                             | 71                             | 77                             | 63                             |

### Попис1991.
У попису становништва из 1991. године, Јежевик је имао 71 становника, следећег националног састава:
| Попис 1991.‍ | Попис 1991.‍ | Попис 1991.‍ | Попис 1991.‍ | Попис 1991.‍ |
| ----------- | ----------- | ----------- | ----------- | ----------- |
|             |             |             |             |             |
| Срби        | Срби        |             | 36          | 50,70%      |
| Хрвати      | Хрвати      |             | 32          | 45,07%      |
| Југословени | Југословени |             | 1           | 1,40%       |
| непознато   | непознато   |             | 2           | 2,81%       |
| укупно: 71  |             |             |             |             |

### Попис1910.
| Јежевик                                                                                   | Јежевик |
| ----------------------------------------------------------------------------------------- | --- |
| језик                                                                                     | вера |
| укупно: 143 Српски 81 (56,64%) Русински 36 (25,17%) Хрватски 23 (16,08%) остали 3 (2,09%) | <div style="border:solid transparent;position:absolute;width:100px;line-height:0; укупно: 143 Православци 81 (56,64%) Римокатолици 38 (26,57%) Гркокатолици 24 (16,78%) - (-%) |